# Girona (tỉnh)

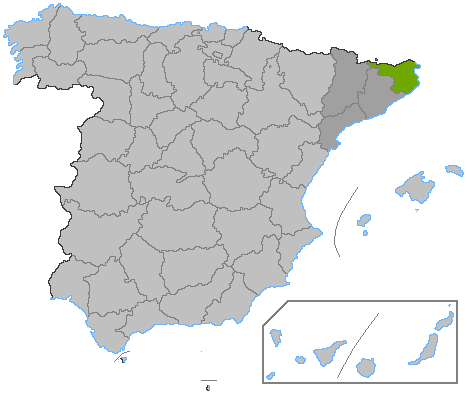
Tỉnh Girona

Girona (Gerona trong tiếng Tây Ban Nha) là một tỉnh ở đông bắc Tây Ban Nha, ở phía bắc cộng đồng tự trị Catalunya. Tỉnh này giáp các tỉnh Barcelona và Lleida, cũng như Pháp và Địa Trung Hải.
Dân số năm 2006 là 687.331 người. Thủ phủ là Girona (dân số 89.890 người). Các đô thị khác gồm Figueres (dân số 39.641 người), Blanes (dân số 37.819 người), Lloret de Mar (dân số 32.728 người), Olot (31.932 người), Salt (dân số 28.017), Palafrugell (dân số 21.307) và Sant Feliu de Guíxols (dân số 20.867 người), cũng như các đô thị quan trọng khác Banyoles, Palamós, Cadaqués, Ripoll, Camprodon hoặc Puigcerdà.
Tỉnh này có tổng cộng 221 đô thị. Đô thị Llívia thuộc tỉnh này là một vùng đất cô lập khỏi Tây Ban Nha và bao quanh bởi nước Pháp.